# Campionati canadesi di sci alpino 2004
I Campionati canadesi di sci alpino 2004 si sono svolti a Le Massif e a Mont-Sainte-Anne dal 18 al 24 marzo. Il programma ha incluso gare di discesa libera, supergigante, slalom gigante, slalom speciale e combinata, tutte sia maschili sia femminili.
Trattandosi di competizioni valide anche ai fini del punteggio FIS, vi hanno partecipato anche sciatori di altre federazioni, senza che questo consentisse loro di concorrere al titolo nazionale canadese.

## Risultati

### Uomini

#### Discesa libera
| Pos. | Atleta                 | Nazione | Tempo   |
| ---- | ---------------------- | ------- | ------- |
| 1    | François Bourque       | Canada  | 1:25,63 |
| 2    | Vincent Lavoie         | Canada  | 1:25,77 |
| 3    | Jeff Hume              | Canada  | 1:25,85 |
| 4    | David Anderson         | Canada  | 1:26,22 |
| 5    | John Kucera            | Canada  | 1:26,44 |
| 6    | Brad Spence            | Canada  | 1:26,74 |
| 7    | Julien Cousineau       | Canada  | 1:26,84 |
| 8    | Manuel Osborne-Paradis | Canada  | 1:27,12 |
| 9    | Thomas Grandi          | Canada  | 1:27,30 |
| 10   | Scott Hume             | Canada  | 1:27,52 |

Data: 18 marzo

Località: Le Massif

#### Supergigante
| Pos. | Atleta            | Nazione | Tempo   |
| ---- | ----------------- | ------- | ------- |
| 1    | Vincent Lavoie    | Canada  | 1:19,11 |
| 2    | François Bourque  | Canada  | 1:19,64 |
| 3    | Julien Cousineau  | Canada  | 1:19,65 |
| 4    | Stefan Guay       | Canada  | 1:20,04 |
| 5    | John Kucera       | Canada  | 1:20,59 |
| 6    | Jean-Philippe Roy | Canada  | 1:20,60 |
| 7    | Michael Janyk     | Canada  | 1:20,67 |
| 8    | Trevor White      | Canada  | 1:20,75 |
| 9    | Thomas Grandi     | Canada  | 1:20,97 |
| 10   | Paul Stutz        | Canada  | 1:21,13 |

Data: 20 marzo

Località: Le Massif

#### Slalom gigante
| Pos. | Atleta            | Nazione | Tempo   |
| ---- | ----------------- | ------- | ------- |
| 1    | Jean-Philippe Roy | Canada  | 1:53,07 |
| 2    | Thomas Grandi     | Canada  | 1:53,14 |
| 3    | Julien Cousineau  | Canada  | 1:54,47 |
| 4    | Ryan Semple       | Canada  | 1:54,51 |
| 5    | Michael Janyk     | Canada  | 1:54,56 |
| 6    | François Bourque  | Canada  | 1:55,73 |
| 7    | Patrick Biggs     | Canada  | 1:54,74 |
| 8    | David Anderson    | Canada  | 1:54,92 |
| 9    | Trevor White      | Canada  | 1:55,33 |
| 10   | Brad Spence       | Canada  | 1:55,36 |

Data: 22 marzo

Località: Mont-Sainte-Anne

#### Slalom speciale
| Pos. | Atleta           | Nazione     | Tempo   |
| ---- | ---------------- | ----------- | ------- |
| 1    | Michael Janyk    | Canada      | 1:38,06 |
| 2    | Ryan Semple      | Canada      | 1:38,27 |
| 3    | Paul Stutz       | Canada      | 1:39,20 |
| 4    | Thomas Grandi    | Canada      | 1:39,22 |
| 5    | Julien Cousineau | Canada      | 1:39,29 |
| 6    | Scott Hume       | Canada      | 1:39,25 |
| 7    | Nick Zoricic     | Canada      | 1:40,22 |
| 8    | Scott Barrett    | Canada      | 1:40,79 |
| 9    | John Kucera      | Canada      | 1:42,21 |
| 10   | Hunter Kaltsas   | Stati Uniti | 1:41,29 |

Data: 24 marzo

Località: Mont-Sainte-Anne

#### Combinata
| Pos. | Atleta      | Nazione |
| ---- | ----------- | ------- |
| 1    | Ryan Semple | Canada  |
| 2    | ?           | ?       |
| 3    | ?           | ?       |

### Donne

#### Discesa libera
| Pos. | Atleta            | Nazione | Tempo   |
| ---- | ----------------- | ------- | ------- |
| 1    | Emily Brydon      | Canada  | 1:28,02 |
| 2    | Kelly VanderBeek  | Canada  | 1:29,42 |
| 3    | Brigitte Acton    | Canada  | 1:29,64 |
| 4    | Sophie Splawinski | Canada  | 1:29,74 |
| 5    | Geneviève Simard  | Canada  | 1:30,20 |
| 6    | Anna Goodman      | Canada  | 1:30,91 |
| 7    | Sherry Lawrence   | Canada  | 1:31,22 |
| 8    | Britt Janyk       | Canada  | 1:31,82 |
| 9    | Janelle Miller    | Canada  | 1:31,89 |
| 10   | Jessica Dakers    | Canada  | 1:32,08 |

Data: 19 marzo

Località: Le Massif

#### Supergigante
| Pos. | Atleta             | Nazione | Tempo   |
| ---- | ------------------ | ------- | ------- |
| 1    | Emily Brydon       | Canada  | 1:15,34 |
| 2    | Geneviève Simard   | Canada  | 1:15,62 |
| 3    | Sophie Splawinski  | Canada  | 1:16,12 |
| 4    | Kelly VanderBeek   | Canada  | 1:16,26 |
| 5    | Britt Janyk        | Canada  | 1:17,47 |
| 6    | Sara-Maude Boucher | Canada  | 1:17,56 |
| 7    | Brigitte Acton     | Canada  | 1:18,01 |
| 8    | Jessica Dakers     | Canada  | 1:18,51 |
| 9    | Anna Prchal        | Canada  | 1:19,38 |
| 10   | Kristyn Hope       | Canada  | 1:20,81 |

Data: 22 marzo

Località: Le Massif

#### Slalom gigante
| Pos. | Atleta            | Nazione     | Tempo   |
| ---- | ----------------- | ----------- | ------- |
| 1    | Britt Janyk       | Canada      | 1:57,13 |
| 2    | Geneviève Simard  | Canada      | 1:57,61 |
| 3    | Sophie Splawinski | Canada      | 1:58,06 |
| 4    | Gail Kelly        | Canada      | 1:58,57 |
| 5    | Brigitte Acton    | Canada      | 1:58,65 |
| 6    | Emily Brydon      | Canada      | 1:58,66 |
| 7    | Jenny Lathrop     | Stati Uniti | 1:59,18 |
| 8    | Julie Langevin    | Canada      | 1:59,84 |
| 9    | Anna Prchal       | Canada      | 2:00,30 |
| 10   | Abbi Lathrop      | Stati Uniti | 2:00,53 |

Data: 23 marzo

Località: Mont-Sainte-Anne

#### Slalom speciale
| Pos. | Atleta             | Nazione     | Tempo   |
| ---- | ------------------ | ----------- | ------- |
| 1    | Britt Janyk        | Canada      | 1:17,99 |
| 2    | Brigitte Acton     | Canada      | 1:19,01 |
| 3    | Emily Brydon       | Canada      | 1:20,04 |
| 4    | Hiromi Yumoto      | Giappone    | 1:20,47 |
| 5    | Jenny Lathrop      | Stati Uniti | 1:20,54 |
| 6    | Anna Goodman       | Canada      | 1:21,05 |
| 7    | Sara-Maude Boucher | Canada      | 1:21,08 |
| 8    | Gail Kelly         | Canada      | 1:21,15 |
| 8    | Jamie Kingsbury    | Stati Uniti | 1:21,15 |
| 10   | Jennah Durham      | Canada      | 1:21,40 |

Data: 24 marzo

Località: Mont-Sainte-Anne

#### Combinata
| Pos. | Atleta | Nazione |
| ---- | ------ | ------- |
| 1    | ?      | ?       |
| 2    | ?      | ?       |
| 3    | ?      | ?       |